# Atherinomorus duodecimalis
Atherinomorus duodecimalis es un pejerrey tropical. Fue descripto por primera vez por Valenciennes en 1835.

## Descripción
Atherinomorus duodecimalis es un pejerrey tropical. Fue descripto por primera vez por Valenciennes en 1835. Es una especie de peces óseos y con aletas.
Esta especie se caracteriza por varios rasgos distintivos:
1. El premaxilar corto y romo con su altura aproximadamente dos veces el ancho máximo.
2. El premaxilar es más corto que la longitud horizontal del mismo, siendo su altura aproximadamente 2/5 de esta longitud.
3. El premaxilar tiene solo un proceso lateral.
4. El dentario presenta un pequeño proceso en su margen superior posterior.
5. Las escamas mediolaterales tienen su margen posterior doble o triplemente truncado, con hoyos redondeados o raramente ovalados en ellas.
6. La cabeza es grande, representando entre el 25 % y el 32 % de la longitud estándar (LE) del pez.
7. Se cuentan entre 35 y 38 escamas mediolaterales en el cuerpo y entre 37 y 40 vértebras en total.
8. En el arco inferior se encuentran de 20 a 24 branquiespinas.
9. La banda mediolateral es angosta, con un ancho que va de aproximadamente la mitad a tres cuartos del ancho de la escama mediolateral.
10. El margen inferior de la banda mediolateral no llega al margen inferior de la escama mediolateral en el nivel del origen de la aleta anal. Su ancho representa entre el 12 % y el 21 % de la profundidad del cuerpo y entre el 33 % y el 59 % de la profundidad del pedúnculo caudal en el nivel del origen de la aleta anal.
11. El color de la cabeza y el cuerpo es gris verdoso o blanquecino dorsalmente, mientras que lateralmente presenta un brillo plateado brillante.
12. Las escamas dorsales y dorsolaterales tienen bordes negros (aunque en algunos ejemplares no son visibles).
13. La banda mediolateral es plateada o azul índigo brillante, con el margen superior de su borde en color amarillo claro o verde claro.
14. Algunos especímenes pueden tener pequeños puntos negros en la parte ventrolateral del cuerpo, aunque también pueden estar ausentes.
15. El hocico, la base de la aleta pectoral y el margen posterior de la aleta caudal son de color negruzco.
16. Las membranas de las aletas son hialinas.

En resumen, esta especie se destaca por su estructura craneal, escamas y características de coloración específicas que incluyen una banda mediolateral plateada o azul brillante con bordes amarillos o verdes claros, junto con algunas marcas oscuras en el cuerpo y las aletas transparentes.

## Distribución
Se puede encontrar en el Indo-Pacífico occidental, incluyendo Comoras, Madagascar, Seychelles, Sri Lanka, Tailandia (mar de Andamán), Indonesia, Papúa Nueva Guinea, Vanuatu y Nueva Caledonia.